# Conrad Dubai
Das Conrad Dubai ist mit 255 Metern und 51 Etagen einer der höheren Wolkenkratzer in Dubai. Das Gebäude befindet sich an der Sheikh Zayed Road, der Hauptverkehrsstraße Dubais. Sein Bau wurde im Jahr 2008 begonnen und 2013 abgeschlossen. Das Gebäude wird ausschließlich, abgesehen von technischen Einrichtungen zum Betrieb des Bauwerks, als Hotel genutzt. Auf seinen Stockwerken sind insgesamt 552 Hotelsuiten verteilt. Architektonisch zeichnet sich das Hotelgebäude durch einen rechteckigen Grundriss aus, wobei an seiner Fassade mehrere kleine Rückstufungen eingebaut wurden. Den Abschluss bildet ein Flachdach. Die Fassade des Wolkenkratzers wurde vollständig mit Glas verkleidet.